# جورجيوس برانكوفيتش
جورجيوس برانكوفيتش (بالصربية: Ђорђе Бранковић)‏ (1645 م - 1711 م) كان دبلوماسيًا من أصل ترانسيلفاني وكاتبًا وسليلًا من سلالة برانكوفيتش الصربية في العصور الوسطى. شغل منصب وكيل يمثل حاكم ترانسيلفانيا في مقر الباب العالي. في عام 1680 م، انتقل إلى الأفلاق، تم إرساله من قبل حاكمه إلى الإمبراطور هابسبورغ ليوبولد الأول في عام 1688 م. وفي ذلك العام، منح الإمبراطور لقب الكونت الإمبراطوري على برانكوفيتش. بعد أن استولت قوات هابسبورغ على أجزاء من صربيا من الدولة العثمانية خلال الحرب التركية العظمى، حاول برانكوفيتش استعادة الدولة الصربية التي تعود للقرون الوسطى معه كحاكم وراثي لها. فشل مشروعه في إنشائها، واعتقلته سلطات هابسبورغ في عام 1689 م. وكان يعيش فيه أسيرًا في فيينا وخب، رغم أنه لم يكن محتجزًا في أحد السجون. كتب سجلات السلافية الصربية، والتي كان لها تأثير في تطوير التاريخ الصربي الحديث في وقت مبكر.